# Caballerizas Reales

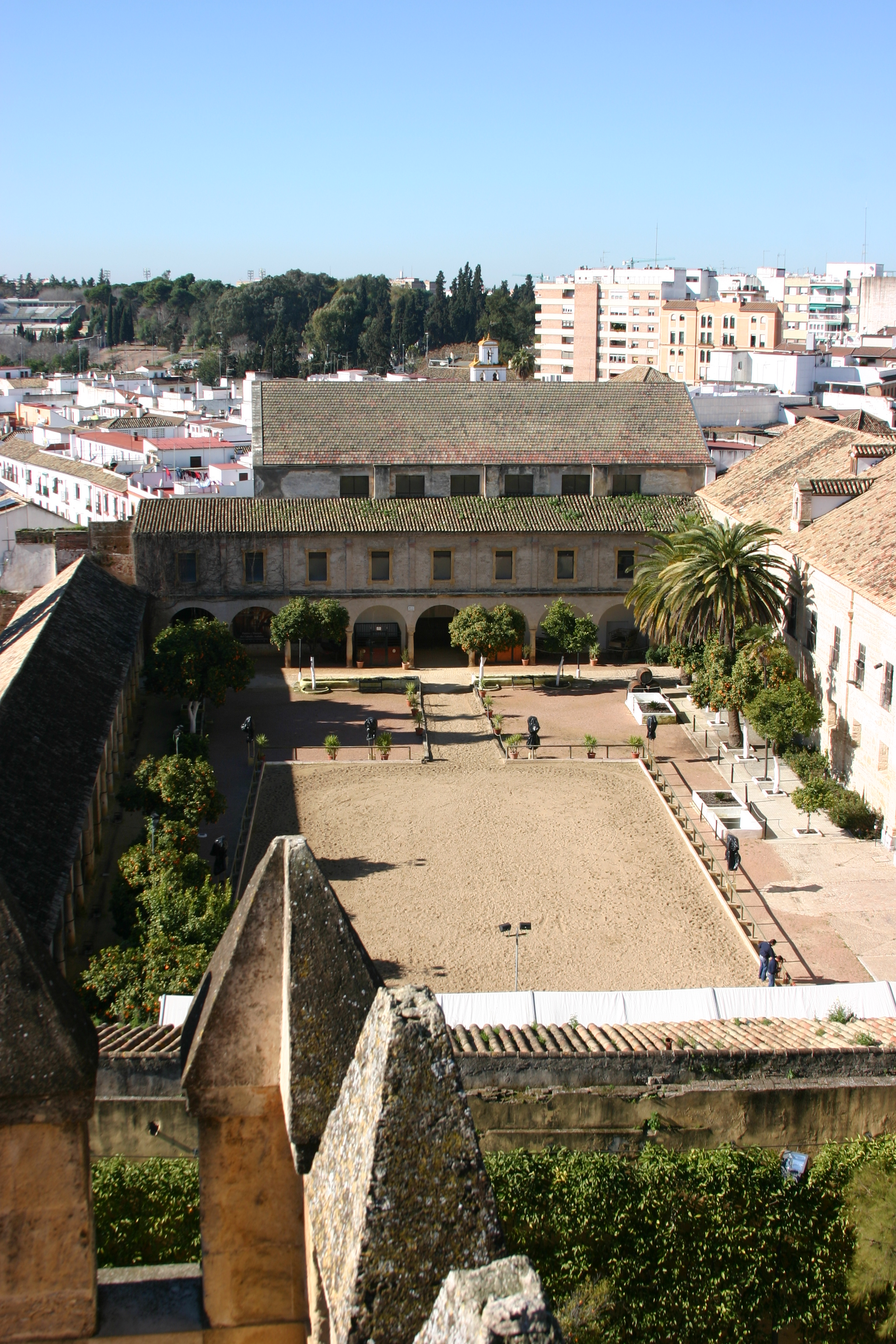
Königliche Ställe

Die Caballerizas Reales von Córdoba (deutsch: Königliche Ställe) sind historische Pferdeställe in Andalusien. Das Gebäude befindet sich im historischen Zentrum von Córdoba, nahe dem Fluss Guadalquivir. In den Ställen wurden die besten andalusischen Stuten und Hengste untergebracht.
Philipp II. ordnete am 28. November 1567 an, Rassestandards für das andalusische Pferd festzulegen und königliche Ställe in Córdoba anzulegen. Der König beauftragte Diego López de Haro y Sotomayor damit, die Ställe in der Nähe der Schlossanlage Alcázar zu errichten. Das Brandzeichen enthielt ein „R“ for Real („Real“) in einem C für Córdoba mit einer Krone über dem C.
Das Gebäude ist in einem Stil erbaut, der sich an das Alcázar anlehnt. Das Hauptgebäude hat ein Kreuzgewölbe, das auf Sandsteinsäulen ruht.